# Groentepraambrug
De Groentepraambrug (brug 129) is een vaste brug in Amsterdam-West.
De voetbrug verbindt de Van Kinsbergenstraat met de Cabotstraat en overspant daarbij de Admiralengracht. De brug ligt tussen de Molenslootbrug en de Machineslootbrug in en is aangelegd omdat de afstand tussen deze twee verkeersbruggen, ongeveer 700 meter, voor voetgangers vrij groot is.
In 1926 besloot de gemeente dat op deze plaats een voetbrug moest komen. Er werd een bedrag vrijgemaakt van 20.000 gulden en een ontwerp gevraagd aan de Amsterdamse gemeentelijke dienst Publieke Werken. Bij het ontwerp werd uitgegaan van het toenmalige polderpeil van het water. Er werd bepaald dat de brug zou worden gebouwd op stenen landhoofden en delen van tropisch hardhout. Door het polderpeil aan te houden kon de brug op straatniveau worden gelegd. Het stadsbestuur verwachtte in de nabije toekomst geen aanpassing van het waterpeil, verder werd ingeschat dat verhoging van de landhoofden, als dat nodig zou worden, niet al te kostbaar zou zijn. Een aannemer zag kans de brug voor 12.225 gulden aan te leggen. In september 1927 was de brug gereed, en zij werd onder de aandacht gebracht bij de aanbieding van nieuwe huizen in de nabijheid.
In 1954 werd de Admiralengracht van poldersloot gepromoveerd tot stadsgracht. Daartoe moesten de walkanten verhoogd worden en daarom ook deze brug. Het waterpeil steeg 1,6 meter; de vernieuwde brug stond vanaf toen op betonnen pijlers.
De brug is een ontwerp van Piet Kramer in de typisch Amsterdamse Schoolstijl. Er is de mengeling van baksteen en natuursteen voor respectievelijk wanden en sluitstenen gebruikt en er zijn siersmeedijzeren balustraden. Onder de brug kwamen langs de kaden loopsteigers te liggen, waarbij de maximale doorloophoogte 1,85 meter is. De brug imponeert als een smalle versie van de andere vaste bruggen van Kramer in Amsterdam.
De officiële naam Groentepraambrug werd pas vastgesteld in december 2016. Tot die tijd stond de brug bekend onder namen als Kippenbruggetje (een oude algemene term voor voetgangersbrug), ’t Groene bruggetje (naar de kleur) of Van Kinsbergenbrug (naar de straat). Vanuit de bevolking kwam het voorstel de brug te noemen naar de vele pramen, die hier voeren om groenten en fruit vanuit de Sloter en Osdorper polders de stad in te brengen, aanvankelijk naar de groente- en fruitmarkt, bij de Marnixstraat en Elandsgracht, en later naar de Centrale Markt aan de Jan van Galenstraat.

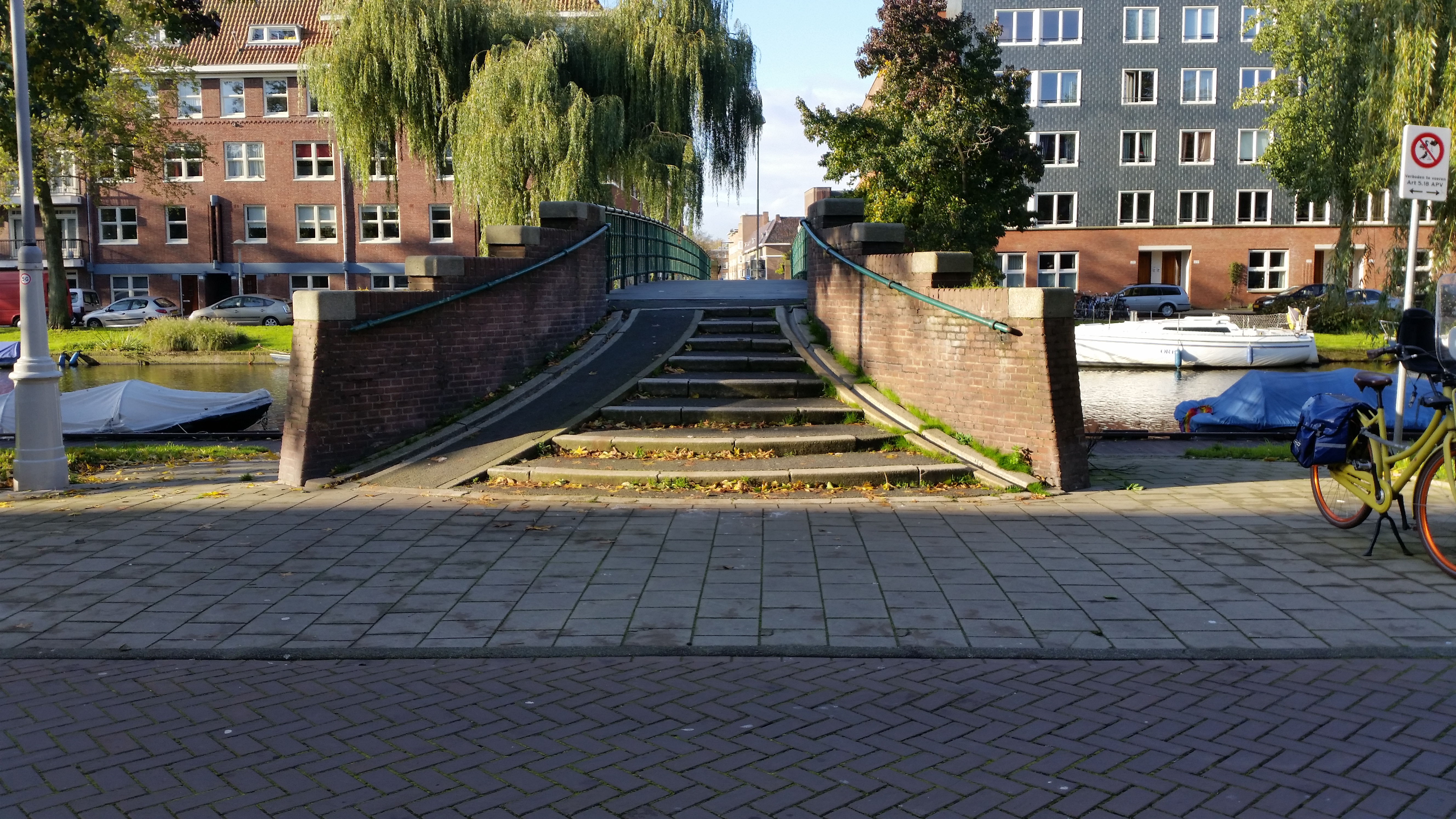
Groentepraambrug met fietsgeulen en kinderwagenoprij (november 2019)

<<< · 100 · 101 · 102 · 103 ·  105 · 106 · 107 · 108 · 109 ·  110 · 111 · 112 · 113 · 114 · 115 · 116 · 117 · 118 · 119 · 120 · 121 · 122 · 123 · 124 · 125 · 126 · 127 · 128 · 129 · 130 · 131 · 132 · 135 · 136 · 137 · 138 · 139 · 140 · 141 · 142 · 143 · 144 · 145 · 146 · 147 · 148 · 149 ·  150 · 151 · 152 · 155 · 156 · 159 · 160 · 161 · 162 · 163 · 164 · 165 · 166 · 167 · 168 · 169 ·  170 · 171 · 172 · 173 · 174 · 175 · 176 · 177 · 178 · 179 · 180 · 181 · 182 · 183 · 184 · 185 · 186 · 187 · 189 · 190 · 191 · 192 · 193 · 194 · 195 · 196 · 198 · 199 · >>>
Brugnummers 104, 133, 134, 153, 154, 157, 158, 188 en 197 zijn niet (meer) in gebruik.